# 小方胸葉蚤
小方胸葉蚤（学名：Lipromima minuta）为金花蟲科方胸葉蚤屬下的一个种。